# ロイ・ブラウン
“ロイ”リロイ・ブラウン (Leroy "Roy" Brown) は、アメリカの児童文学作家、ドナルド・ソボルの「少年たんていブラウン」 (Encyclopedia Brown) シリーズに登場する架空の名探偵。主人公。1963年に出版されたシリーズ一作目 Encyclopedia Brown, Boy Detective に登場し、2005年時点で本編24冊のほか、関連書籍にも登場している。作中で多用される呼び名“ロイ”はリロイの愛称（英語人名の短縮形）。
アメリカ・フロリダ州アイダヴィル（Idaville。架空の自治体で、ペンシルベニア州アダムズ郡には実在する）在住の小学5年生。自宅兼探偵事務所の住所はローヴァーアベニュー13番地。
読書家で記憶力に優れ、博学でもある事から周囲からは「百科事典くん」 (Mr.Encyclopedia) の愛称で呼ばれ（彼を本名で呼ぶのは両親と学校教師のみ）、警察署長（アメリカ合衆国の警察を参照）の父親を手伝って、難事件の解決に力を貸す事もしばしば（安楽椅子探偵）。但し、これは検事局は元よりFBIにさえも内証にされている為、外部の人間からは“アイダヴィル警察には世界一の名刑事がいる”と思われている。その様子を見た母親から、“お前には探偵の素質がある”と言われて、料金25セント/日、プラス実経費で夏休みからの開業を思い立つ。後に相棒兼“用心棒”として、サリー・キンボール（バッグズ・ミーニーを一撃で伸した腕っ節。ロイとは同い年だが身長は彼より6センチほど高い）という少女が加わる。
推理手法は、相手の主張を聴き、現場の状況との矛盾を突く帰納型。ただし女性用下着を目くらましに使った事件だけは解決できず、サリーが代わって解決した（この理由としてはサリー曰く「あなた（ロイ）が男の子だから」とのこと）。隣町のグレン市からも依頼者が訪ねてくることがある。
主に友人（珍しい歯を集めているチャーリー・スチュアートや自転車の曲乗りが得意なハーブ・スタインなど。その他の事件依頼者らも、それぞれ個性的な特技の持ち主）や小さい子ども達の権利を守っている為、中学生や高校生のストリートギャングからはしばしば目の仇にされる。代表的な登場人物がストリートギャング「タイガース」（6人構成で、ロッキー・グラハムやデューク・ケリーらが所属。自動車修理工場の裏手をたまり場にしている。臆病だったり、頭が悪すぎたりすると所属できない）のリーダー、バッグズ・ミーニー（「タイガース」メンバーのうち、彼を含む3人は柔道を習ったこともある）。度々してやられている為、周囲の大人達まで巻き込んでロイを失脚させようとするが、必ずしくじっている。他にアイダヴィル・ハイスクールの落第生で詐欺師のウィルフォード・ウィギンスも常連の悪役。また「タイガース」よりさらに強力なストリートギャングとして「ライオンズ・クラブ」（4人構成）も登場する。
日本では花輪莞爾の訳と桜井誠の挿絵で、偕成社文庫から出版。全10巻。文庫版では全5巻だが、3巻分が先行出版され、4～5巻を追加出版。ストーリーの順序も単行本版とはかなり異なる。